# 停滞
| ウィキペディアには「停滞」という見出しの百科事典記事はありません（タイトルに「停滞」を含むページの一覧/「停滞」で始まるページの一覧）。 代わりにウィクショナリーのページ「停滞」が役に立つかもしれません。 |